# Trenurile mele
Trenurile mele este o piesă de teatru în 3 acte a autorului român Tudor Mușatescu.

## Prezentare
Acțiunea are loc în provincie, în casa lui Manole. Acesta este un fost mecanic de locomotivă care s-a retras din cauza unei răni la un picior. El s-a decis să redacteze un roman al vieții sale după ce fiica sa, Maria, a fost de acord să-l scrie după dictare. Maria este îndrăgostită de Puiu, fiul lui Nacu. Nacu este un om bogat și nu vede cu ochi buni această relație, de aceea îl vizitează pe Manole ca să-i spună că fiul său este logodit cu alta. Manole îi dictează fetei o scrisoare ca pentru romanul său, dar de fapt este o scrisoare de despărțire a ei față de Puiu. După ce ani de zile a jucat la loto numărul 66666, Manole renunță să mai joace dar nu spune nimănui acest lucru. Tocmai de această dată numărul său iese câștigător. De frica orașului (oamenii fiind revoltați că de zeci de ani nimeni care a cumpărat bilet de la Colectură nu a câștigat), Morărescu Tarabana este foarte speriat pentru că nu poate să apară așa în fața oamenilor și să spună că a câștigat pe biletul lui Manole. Câștigul fiind de 12 milioane de lei, Morărescu Tarabana îi oferă lui Manole un milion dacă acesta spune lumii că el a jucat biletul câștigător. După ce ia milionul, viața liniștită a lui Manole se complică foarte mult... 

## Personaje
- Manole, fost mecanic de locomotivă
- Eleonora, soția lui Manole
- Raită, prietenul cel mai bun al lui Manole
- Morărescu Tarabana, vânzător la Colectură
- Nacu, proprietarul fabricii locale de conserve
- Maria, fiica lui Manole
- Puiu, iubitul Mariei; fiul lui Nacu
- Gogu, fratele Mariei
- Albu
- Miss Tulcea
- Un copil

## Teatru radiofonic
A fost radiodifuzată în regia lui Dan Puican, regia muzicală Romeo Chelaru, regia tehnică Vasile Manta, adaptare radiofonică de Marina Spalas. În rolurile principale au jucat actorii Mitică Popescu ca Manole, Tamara Buciuceanu ca Eleonora, Ștefan Mihăilescu-Brăila ca  Morărescu Tarabana, Stela Popescu ca Miss Tulcea, Mircea Albulescu ca Nacu, Mariana Buruiană ca Maria, Șerban Cellea ca Puiu și Virgil Ogășanu ca Raită.